# Virgin America
Virgin America war eine US-amerikanische Fluggesellschaft mit Sitz in Burlingame und Basis auf dem Flughafen San Francisco.

## Geschichte
Im Frühjahr 2004 gab die Virgin Group die Absicht bekannt, eine neue Billigfluggesellschaft für Langstreckenflüge mit Sitz in den USA zu gründen. Deren Name sollte Virgin USA lauten und der Flugbetrieb Mitte 2005 aufgenommen werden. Als Standort für die Heimatbasis und später des Hauptquartiers wurde die San Francisco Bay Area ausgewählt.
Aufgrund von Schwierigkeiten, zur Beteiligung an einer neuen Fluggesellschaft bereite US-Investoren zu finden, musste der Beginn des Flugbetriebes von Mitte 2005 auf das Frühjahr 2006 verschoben werden. Ende 2005 hatte die zwischenzeitlich in Virgin America umbenannte Gesellschaft genug Kapital angesammelt und beantragte die nötigen Genehmigungen beim United States Department of Transportation (kurz DOT). Der anschließende Prüfungsprozess erfolgte unter großen Debatten von Gegnern und Befürwortern der neuen Fluggesellschaft. Die Städte und Repräsentanten der Staaten von Kalifornien und New York unterstützten die Gesellschaft. Die größte Opposition kam von der Air Line Pilots Association sowie anderen Fluggesellschaften, angeführt von Continental Airlines. Das Hauptargument der Opposition war, dass die Kapitalanteile nicht unter der Kontrolle von US-Investoren standen. Diese Gründe wurden vom DOT am 27. Dezember 2006 akzeptiert. Um die nötigen Genehmigungen für den Flugbetrieb zu erhalten, änderte Virgin America daraufhin die Unternehmensstruktur und schlug vor, die stimmberechtigten Anteile an einen vom DOT geprüften Trust zu übergeben und nur noch zwei der acht Virgin America-Aufsichtsräte aus den Reihen der Virgin Group zu besetzen. Selbst der Verzicht auf den Markennamen Virgin stand zur Debatte. Nach weiteren zugesagten Reformen der Unternehmensstruktur erteilte das DOT am 20. März 2007 die Genehmigung für den Flugbetrieb.
Der Ticketverkauf von Virgin America begann im Juli 2007. Am 8. August 2007, zwei Jahre später als geplant, begann schließlich der Flugbetrieb mit Nonstop-Linienflügen von San Francisco und Los Angeles an der Westküste nach New York City an der Ostküste der USA. Das Streckennetz wurde seither sukzessive ausgebaut, ist aber nach wie vor hauptsächlich auf den Verkehr von Küste zu Küste ausgerichtet.
Am 29. Dezember 2010 bestellte die Fluggesellschaft als weltweit Erste 30 Airbus A320neo, später kam noch eine Bestellung von 10 Airbus A321neo dazu, die von der GE Capital Aviation Services gemietet werden. Das erste Flugzeug, eine Airbus A321neo, wurde am 20. April 2017 ausgeliefert.
Am 23. Januar 2012 wurde bekannt, dass die Gesellschaft einen Airbus A320-200 mit dem Kennzeichen N845VA nach dem 2011 verstorbenen Mitbegründer von Apple, Steve Jobs, benannt hat. Auf dem Rumpf des Flugzeuges wurde das Zitat „Stay Hungry, Stay Foolish“ (dt.: Bleibt hungrig, bleibt kindisch), aus einer Rede welche Jobs 2005 vor Absolventen der Stanford University gehalten hatte, angebracht.
Im April 2016 wurde Virgin America durch Alaska Airlines aufgekauft. Nach Genehmigung durch die Behörden soll die Fusion zum Jahresbeginn 2017 vollzogen werden. Die Marke Virgin America verschwand in der Nacht von 24. April 2018 zum 25. April 2018 von den Flughäfen. Alle Flüge werden seit dem 25. April 2018 nicht mehr unter dem Kürzel VX (Virgin America), sondern unter AS (Alaska Airlines) durchgeführt. Das Umlackieren und Neuausstatten hat zwar schon begonnen, die Fluggesellschaft gibt sich aber noch bis Ende 2019 Zeit.

## Besitzverhältnisse

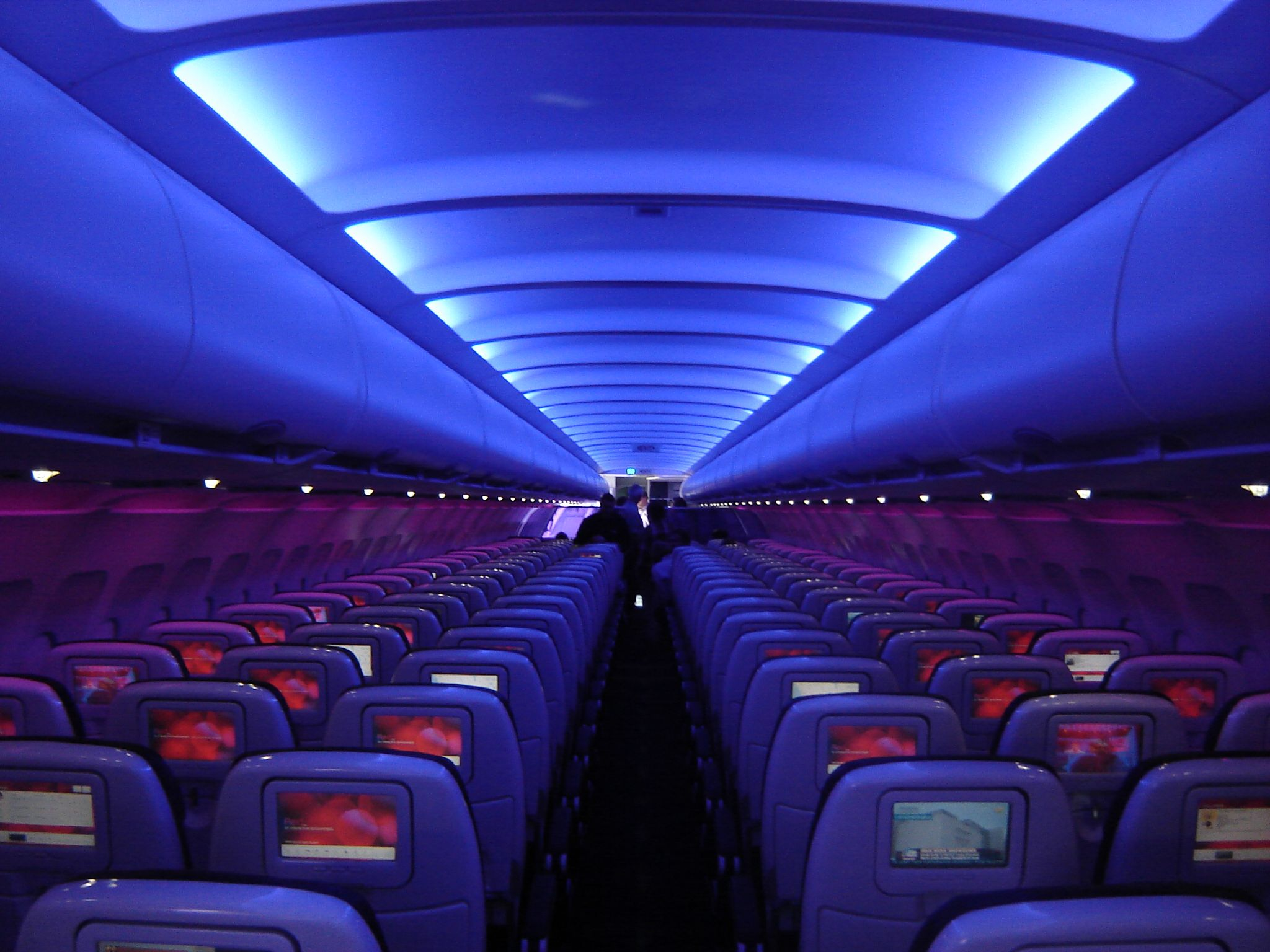
Economy-Klasse an Bord eines Airbus A320-200 der Virgin America

Virgin America ist trotz des Aufbaus durch den britischen Unternehmer Richard Branson eine US-amerikanische Fluggesellschaft. Laut US-Rechtslage darf der ausländische Besitzanteil einer US-Fluggesellschaft nicht mehr als 25 % betragen. VAI Partners LLC, eine in Delaware ansässige Gesellschaft zweier Investmentunternehmen, ist entsprechend im Besitz von 75 % der Kapitalanteile und stellt 2/3 der wahlberechtigten Personen im Aufsichtsrat. Die restlichen 25 % befinden sich im Besitz der Virgin Group, die auch die Lizenz für das Warenzeichen Virgin besitzt.
Im April 2016 übernahm Alaska Airlines die Fluggesellschaft.

## Flugziele
Der Fokus des Streckennetzes von Virgin America liegt auf Verbindungen zwischen der West- und Ostküste der USA. Mit Stand Sommer 2015 verbindet die Gesellschaft beispielsweise Boston, Fort Lauderdale, New York City, Orlando und Washington, D.C. an der Ostküste mit Los Angeles, San Diego, Portland, San Francisco und Seattle an der Westküste. Weitere US-Ziele sind beispielsweise Chicago, Austin und Las Vegas sowie Cancún und Los Cabos in Mexiko.
Zwischenzeitlich eingestellt wurden die Flüge nach Philadelphia, Dallas, Anchorage, San José, Orange County und Toronto.

## Flotte

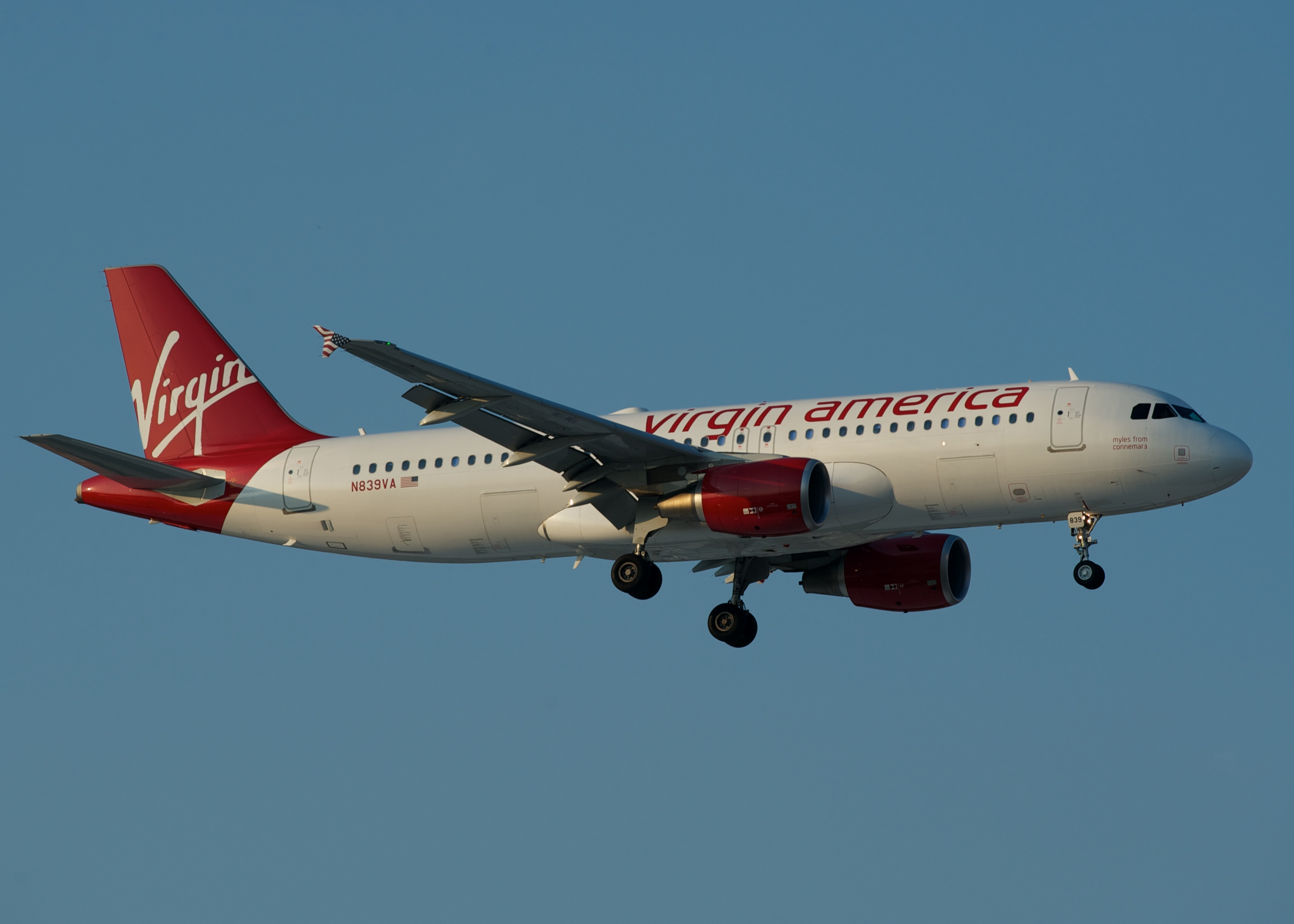
Ein Airbus A320-200 der Virgin America

Mit Stand Oktober 2017 bestand die Flotte der Virgin America aus 65 Flugzeugen mit einem Durchschnittsalter von 7,3 Jahren:
| Flugzeugtyp     | Anzahl | bestellt | Anmerkungen                          |
| --------------- | ------ | -------- | ------------------------------------ |
| Airbus A319-100 | 10     |          |                                      |
| Airbus A320-200 | 53     |          | 11 mit Sharklets ausgestattet        |
| Airbus A320neo  |        | 30       | Auslieferung voraussichtlich ab 2020 |
| Airbus A321neo  | 02     | 08       |                                      |
| Gesamt          | 65     | 38       |                                      |